# Ingrid Bade
Ingrid Lovisa Hagström Bade, född 29 juli 1908 i Morgongåva i Västmanlands län, död 6 juli 1998 i Husby-Rekarne församling i Södermanland, var en svensk konstnär.
Hon var dotter till läraren Karl Fridolf Hagström och Elsa Augusta Petersson samt från 1931 gift med Edmund Bade. 
Bade studerade vid Tekniska skolan i Stockholm 1924–1930. Under studietiden träffade hon den finländske konstnären Edmund Bade som deltog i ett studiebesök. De gifte sig och flyttade samma år till Helsingfors i Finland. Hon var där 1931–1944 verksam som illustratör och reklamgrafiker vid Tilgmanns tryckeris tecknarstudio och blev en av få vintage-affischkonstnärer. Hon arbetade även som kostymformgivare – bland annat tecknade hon kostymerna till Finska operans i Helsingfors uppsättning av Orfeus i underjorden.
År 1945 flyttade paret hem till Sverige där familjelivet fick företräde, men hon hann i viss utsträckning måla och arbeta med skulpturer samt illustrera barnböcker.